# Georg Roijer
Georg Roijer (Zwolle, 19 mei 1817 - 's-Gravenhage, 31 maart 1871) was een telg uit het geslacht Roijer en een officier bij de Gouvernements Marine, die zijn opleiding tot adelborst kreeg in Medemblik, waar van 1829 tot 1854 het Koninklijk Instituut voor de Marine was gevestigd. In 1858 was hij kapitein van de Etna, een raderstoomboot die in opdracht van de gouverneur-generaal van Nederlands-Indië de leden van een expeditie vervoerde naar de zuid- en noordkust van het nog nagenoeg onbekende Nederlands-Nieuw-Guinea om naar geschikte steunpunten te zoeken voor blijvende militaire vestingen.
Naar de naam van het schip is deze expeditie de geschiedenis ingegaan als de Etna-expeditie.